# Hege Siri
Hege Siri (* 1973 in Stavanger) ist eine norwegisch-samische Dichterin, Kinderbuchautorin und Fotografin aus Norwegen.

## Leben und Werk
Siri stammt aus einer seesamischen Familie und wuchs in Trondheim und Nesseby (nordsamisch Unjárga) auf und lebt heute in Vinje. Nach einer Lehrerausbildung an der Hochschule Telemark studierte sie an der Akademie für Literarisches Schreiben in Hordaland und am Norwegischen Kinderbuchinstitut. 2009 debütierte sie mit dem Lyrikband auf Norwegisch Et øyeblikk noen tusen år på (dt. Ein Augenblick ein paar Tausend Jahre). 2013 erschienen ihre beiden Kinderbücher Uhca Pi (nordsamisch, dt. „Der kleine Pi“) und Knust (norwegisch, dt. etwa Gestoßen) mit nordsamisch-norwegischem Paralleltext. Das 2015 erschienene Kinderbuch Tunellen (norwegisch, dt. Der Tunnel) wurde für den Bildebokpris nominiert.
Für ihre Arbeit als Schriftstellerin, Dramatikerin und Fotografin hat Siri mehrere Stipendien erhalten.

## Buchveröffentlichungen (Auswahl)
- Hege Siri: et øyeblikk noen tusen år : dikt. Gedichte. Kolon forlag, Oslo 2009, ISBN 978-82-05-35861-4 (norwegisch).
- Hege Siri: Knust. Kinderbuch, mit Calef Brown (Illustrator). Magikon, Kolbotn 2013, ISBN 978-82-92863-44-2 (norwegisch).
- Hege Siri: Uhca Pi. Kinderbuch, mit Calef Brown (Illustrator). Magikon, Kolbotn 2013, ISBN 978-82-92863-51-0 (nordsamisch).
- Hege Siri: Tunellen. Kinderbuch, mit Mari Kanstad Johnsen (Illustratorin). Magikon, Kolbotn 2013, ISBN 978-82-92863-62-6 (norwegisch).

### In Anthologie (Norwegisch und deutsche Übersetzung)
- Worte verschwinden / fliegen / zum blauen Licht : Samische Lyrik von Joik bis Rap. In: Johanna Domokos, Christine Schlosser, Michael Rießler (Hrsg.): Samica. Band 4. Albert-Ludwigs-Universität Freiburg, Freiburg 2019, ISBN 978-3-9816835-3-0, S. 338–347.